# Stephen Bann
Pour les articles homonymes, voir Bann.
 (mai 2014).
Si vous disposez d'ouvrages ou d'articles de référence ou si vous connaissez des sites web de qualité traitant du thème abordé ici, merci de compléter l'article en donnant les références utiles à sa vérifiabilité et en les liant à la section « Notes et références ».
Stephen Bann, né le 1er août 1942 à Manchester, est professeur émérite en histoire de l'art à l'université de Bristol.

## Biographie
Il a étudié au Winchester College et au King's College (Cambridge), obtenant son PhD en 1967.
Il est ensuite nommé professeur à l'université du Kent à Canterbury, et plus tard, directeur du département d'histoire de l'art à l'université de Bristol en 2000. Il est nommé membre de la British Academy en 1998 et est honoré en 2004 de l'Ordre de l'Empire Britannique.

## Travaux
Les travaux de Stephen Bann ont contribué à mettre en lumière les liens entre l'histoire de l'art et la culture visuelle. Parmi ses nombreux ouvrages, il convient de citer trois d'entre eux qui ont plus particulièrement exploré la conscience historique du XIXe siècle et ouvert de nouvelles perspectives :
- The Clothing of Clio (1984)
- The Inventions of History (1990)
- Romanticism and the Rise of History (1995)

Les exemples auxquels il s'attache sont analysés en les replaçant dans une perspective historique plus large. Les sources visuelles, même improbables or partielles, sont valorisées par l'auteur comme néanmoins des points de référence: « un exemple visuel fournit un support pour l'exégèse que le lecteur (spectateur) peut suivre. Son caractère autonome (par opposition à l'extrait d'un texte) lui permet de générer des références croisées et ainsi de fournir un champ pour l'analyse pratique » (Romanticism and the Rise of History).
Le concept développé par Bann « d'esprit historique », qui provient du XIXe siècle et en particulier de Paris, devient unique avec l'ajout du concept de « poétique du musée ». Ici, la subjectivité des conservateurs de musée ou auteurs d'exposition est significative dans la mesure où elle détermine la structuration particulière des représentations du passé, notamment en termes de synecdoque et/ou de métonymie.
Ces travaux ont amené Stephen Bann à s'intéresser à la personnalité de Paul Delaroche, artiste sur lequel il a publié en 1999 une étude fondamentale (Paul Delaroche, History Painted).
Ce champ d'intérêt est à l'origine de deux expositions dont Stephen Bann a été le commissaire, l'une organisée en 2010 à la National Gallery de Londres avec Linda Whiteley, Painting History, Paul Delaroche and Lady Jane Grey, la seconde en 2014 au musée des beaux-arts de Lyon, L'Invention du Passé.
L'intérêt de Bann pour la sémiotique, la capacité des images à être signifiantes, est illustré dans son œuvre Under the Sign: John Bargrave as Collector, Traveler, and Witness (1994), qui commente l'histoire et le statut du cabinet de curiosités au XVIIe siècle comme une aide à la définition de l'identité du collectionneur. Les thèmes du voyage et de l'acquisition sont mobilisés pour détecter le sens également.
Dans Ways around modernism (2006), Bann affirme son approche, qui consiste à évaluer les commentaires et les histoires, comme étant eux-mêmes créateurs de l'histoire et de l'époque. L'argument est complété par une évaluation du postmodernisme, en connexion avec « le phénomène historique de curiosité », que Bann a fait « ressortir comme une caractéristique répandue et généralisée de l'art d'aujourd'hui ». Ainsi, le postmodernisme révèle des qualités négligées dans le modernisme. L'insistance sur une attention scrupuleuse aux détails, en complément de l'ouverture inter-disciplinaire, sont caractéristiques des écrits de Stephen Bann, comme le démontre sa proposition pour la revue Perspective.
En 2006, le journal académique Américain Grande Fromage a nommé Bann comme étant un des penseurs les plus influents de la modernité, en affirmant: « Stephen Bann a largement contribué à expliquer l'abstrait a rendu le sujet de la modernité frais et vivant ».
Stephen Bann est également l'auteur de la traduction en anglais du Discours de l'histoire de Roland Barthes et du Temps sensible : Proust et l'écriture littéraire de Julia Kristeva.